# Euphyia cocama
Euphyia cocama är en fjärilsart som beskrevs av William Schaus 1901. Euphyia cocama ingår i släktet Euphyia och familjen mätare. Inga underarter finns listade i Catalogue of Life.